# 冒険チュートリアル
『冒険チュートリアル』（ぼうけんチュートリアル）は、2009年4月20日から2012年3月19日まで関西テレビで毎週月曜日19:00 - 19:55（JST）に放送されていたバラエティ番組であり、チュートリアルの冠番組。

## 概要
お笑いコンビ・チュートリアルのゴールデンタイム初となる冠番組。
長らく月曜19時台で放送されていた『快傑えみちゃんねる』が金曜19時台に移動したことを受け、その後番組としてスタートした。初回視聴率は9.8%だったが、2回目の放送は13.1%を記録。「ぜったいきてね! はじめての招待状」や「プロに挑戦 1 vs 100」など、小学生たちが参加する企画を展開したこともあり、2010年3月までは10%台前半を推移していたが、放送2年目となると7～10%の間を推移していた。最高視聴率は2010年3月1日放送の19.0%で、関西地区の読売新聞に掲載されている視聴率ランキング（3月1日~7日分・ビデオリサーチ調べ）で第11位にランクインしている。
2012年3月19日放送分を以って3年の歴史に幕を閉じた。後番組として、引き続きチュートリアル司会の『流行りん♥モンロー!』が4月23日より開始された。『流行りん♥モンロー!』でもチュートリアルが司会を務めたが、そちらはチュートリアルの冠番組ではなくなった。
本編放送中は、画面の右下に番組ロゴが半透明で表示されている。
テレビ西日本・テレビ新広島をはじめ、フジテレビ系列のネット局でも遅れネットで放送されていた（後述のネット局の項を参照）。関東地区でもフジテレビで2010年2月6日土曜正午の『土曜α』枠にて初めて放送された。
キャッチコピーは「こんな冒険見たことない!」になっている。
関西テレビでは『FNNスーパーニュースアンカー』終了後、ステブレレスでプレ番組『冒険ガイド』を2009年8月より2010年5月まで放送。高橋真理恵（関西テレビアナウンサー）が毎回徳井義実からのリクエストによるコスプレで当日の放送内容を紹介し、最後には、地上デジタル放送（データ放送機能があるテレビ）の視聴者にデータ放送クイズを出題する（クイズに正解した視聴者の中から抽選で非売品の番組オリジナルストラップをプレゼント）。2010年6月以降は『冒険ガイド』に替わり、番組のオープニングタイトルを利用する形で当日の放送内容を紹介し、『冒険ガイド』同様、最後に地上デジタル放送（データ放送機能があるテレビ）の視聴者にデータ放送クイズを出題。番組はオープニングタイトルなしでいきなり本編がスタートする形になった。
2010年1月2日の14時10分 - 16時10分に、番組初となるお正月スペシャルが放送された。2010年5月3日の16時 - 17時54分には、番組開始1周年記念企画として、番組初となる生ワイド特番「キッズ大集合でこりゃ大変だ!SP!!」が放送された。2010年8月9日放送の第57回では、番組初の海外ロケが行われた。
2010年9月1日にはDVD「冒険チュートリアル やったことない冒険ツアー」が発売された。

## 出演者
- チュートリアル（福田充徳・徳井義実）

福田は急性すい炎のため、2011年1月31日放送分から2月28日放送分までの間、一時休養。
徳井は体調不良のため、2012年1月30日放送分を欠席。
- misono（「ぜったいきてね! はじめての招待状」レギュラー）
- ロザン（宇治原史規・菅広文、「知って得する!冒険雑学ツアー」レギュラー）
- NON STYLE（石田明・井上裕介、「NOと言えない旅の一枚ツアー」レギュラー〔小樽編は除く〕）

## 主な企画・コーナー
- 大冒険! やったことないツアー

チュートリアルやゲストが人生の中でやったことのないことを初体験するツアー。「初めての○○○」のタイトルの場合もある。
- ぜったいきてね! はじめての招待状（2009年5月11日-）

一般視聴者の子供が描いた最寄り駅からの地図をたよりに、ウェルカムボードが出ている招待された家を目指すコーナー。招待状を送った子供には番組特製グッズがプレゼントされる。初期はチュートリアル二人の組み合わせが多かったが、その後は福田とmisonoの組み合わせが多かった。また2009年12月21日放送の「初めての招待状 クリスマススペシャル」では、徳井とハイヒールモモコが招待された家を訪ねた。
- プロに挑戦 1 vs 100（2009年5月18日-）

100人の一般視聴者が、その道のプロ1人に挑戦するコーナー。
- 初めての1人暮らし（2009年5月25日・8月31日）

芸能人が初めて一人暮らしをした部屋を訪れ、その当時を思い出し初心に返ってもらおうというコーナー。
- やったことないけど、勝てるはず!対決（2009年6月8日-）

チュートリアルが芸人やスポーツ選手と三番勝負で対決する企画。2009年11月2日放送のサンドウィッチマンとの対決以降は、毎回タイトルが異なる。
- 見たことない中身を見てみよう はじめての中身（2009年7月13日）

身近にある物の中身がどうなっているのかを長原成樹がリポートするコーナー。
- 連帯責任ランキングツアー（2009年10月26日-）

あるテーマに基づき（価格の高い順など）、提示されたものを正しく並び替える。失敗した場合は選んだ食事が没収されるなどの罰ゲームを連帯責任で受けなければならない。コーナー4回目の「神戸三田プレミアム・アウトレットで連帯責任ランキングツアー」（2010年3月8日放送）で初めて並べ替えに成功した。
- 全制覇シリーズ（2009年12月7日-）

数多くある場所やお店を全部制覇することを目標に、地図などの情報をたよりにしながら、決められた時間内でできるだけ回る企画。京都激辛商店街編で同商店街のマスコットキャラクター・からッキーのコスプレをしてからは、福田がロケに関するコスプレをするのが恒例となっている。
- 徳井王子と初めてのシンデレラ（2010年2月22日-）

徳井が小学生の女の子を大人の女性に変身させ、女の子の理想のデートを実現させるコーナー。まず普段の服装でランドセルを背負っている小学生と徳井が待ち合わせ、デートプランや着てみたいファッションのリクエストを聞く。そして徳井と小学生が服を選び、美容院で髪型のセットやメイクなどを行い、小学生を変身させる（この時、同伴している小学生の家族にも変身した姿を披露）。その後、徳井王子と小学生がデートを行い、最後に徳井が小学生にランドセルを背負わせ、家族の元に送り出す。
- お笑いスター発掘! 名前に賭けまSHOW!（2010年4月19日・5月17日）

回転寿司のレールの上を流れている若手芸人50組の名前が書かれたプレートの中から、出演者が名前だけを見て面白そうな芸人を選ぶ。選ばれた芸人のみネタを見ることができ、誰が一番面白かったかを観客が審査する。
- 冒険フレンドダーツ（2010年4月26日、2011年5月9日）

回転する的の空欄2ヶ所に芸人が好きな内容を記入し、ダーツの矢を当てる。当たったところの質問や指示に従う。ダーツの的には車のゾーンも用意されている。
- しいて言うなら!この店よりおいしい店教えてツアー!!（2010年4月12日 -）

「全制覇シリーズ」の派生企画。自分の店が一番おいしいと思っているお店の人に、しいて言うなら自分の店よりもおいしいと思うお店を聞いて訪れ、数珠つなぎしていく企画。アポなしのため、お店との取材交渉は基本的に徳井が行う。また店主にしいて言うなら、自分の店よりもおいしいと思うお店を聞く担当は、そのつど福田の抽選によって決定する。お店を教えてもらえなかった、教えてもらえたお店が既に訪問済み・取材NG・ロケ日が休店日、あるいはロケが時間切れとなった時点で終了となる。「全制覇シリーズ」同様に、国道2号線のラーメン編以降は福田がロケに関するコスプレをするのが恒例となっている。2011年9月5日からは、数珠つなぎした店の数に応じてプレゼントとお仕置きが用意され、再スタート時の1軒目は食べログでランキング上位の店を選んで訪れるようになった。
| 軒数 | 商品/お仕置き |
| ---- | --- |
| 10軒 | 100万円 |
| 9軒  | ハワイ旅行 |
| 8軒  | 韓国旅行 |
| 7軒  | 沖縄旅行 |
| 6軒  | ダイソン扇風機 |
| 5軒  | 高級メロン |
| 4軒  | お仕置き（下記のいずれか） タイキック（キックボクサーに尻を蹴られる） 髪金ビンタ（金髪外国人女性からのビンタ） おばちゃんキス（大阪のおばちゃんからの熱烈キス） |
| 3軒  | お仕置き（下記のいずれか） タイキック（キックボクサーに尻を蹴られる） 髪金ビンタ（金髪外国人女性からのビンタ） おばちゃんキス（大阪のおばちゃんからの熱烈キス） |
| 2軒  | お仕置き（下記のいずれか） タイキック（キックボクサーに尻を蹴られる） 髪金ビンタ（金髪外国人女性からのビンタ） おばちゃんキス（大阪のおばちゃんからの熱烈キス） |
| 1軒  | お仕置き（下記のいずれか） タイキック（キックボクサーに尻を蹴られる） 髪金ビンタ（金髪外国人女性からのビンタ） おばちゃんキス（大阪のおばちゃんからの熱烈キス） |

- ツイッターかくれんぼ（2010年10月25日）

Twitterとの連動企画。徳井がTwitterでつぶやいた隠れている場所のヒントを手がかりに、赤いTシャツを着用した鬼たち が徳井を探し出す。なお徳井は最初にヒントをつぶやいてから、10分間はその場所からの移動ができない。かくれんぼは3回行い、3回とも逃げ切れれば徳井の勝利、1回でも鬼が徳井を見つけることができれば鬼の勝利となる。
- 知って得する!冒険雑学ツアー（2010年10月11日・12月6日〔京都編〕、2010年1月31日〔神戸編〕、2011年2月28日〔城崎温泉編〕、2011年3月21日〔天橋立&城崎マリンワールド編〕、2011年4月18日〔鹿児島編〕、2011年5月2日〔宝塚編〕）

地方を巡りながら、雑学を披露していく企画。出身者が出題する、その土地にまつわる雑学クイズに正解した時や、雑学の内容によって（裁量は福田の判定）料理が食べられることがある。
- 旦那の嫌なところぶっちゃけろツアー（2010年11月22日、2011年2月14日）

芸能人夫婦が地方を巡る中で、妻が夫のここが嫌いベスト20を発表していく。
- 商店街をまるごと値切れ! 100万円還元セール（2011年2月7日〔千林商店街編〕、2011年3月7日〔十三商店街編〕）

値切りに自信のある値切りストたちが値引合計金額・100万円を目指し、商店街の店舗で値切り交渉を行う。
- NOと言えない旅の一枚ツアー（2011年6月13日〔小樽編〕・7月11日〔白浜編〕・9月19日〔伊勢・志摩編〕・12月5日〔広島編〕、2012年1月9日〔シンガポール編〕）

街の人に聞いたお勧めスポットを巡りながら旭山動物園を目指した「北海道でNOと言えない初めての口コミツアー」（2009年8月13日放送）と同様のルールで、ロケ地の観光客に撮影した写真を1枚見せてもらい、写真に写っている場所に実際に移動する。それを繰り返しながら、ゴール地点を目指す。
- 人気商品並べ替えグランプリ金銀銅（2011年7月25日 -）

訪れたお店の人気商品上位3品を金（1位）・銀（2位）・銅（3位）の順番に並べる。正解すればその商品がプレゼントされるが、不正解の場合は福田の抽選によって選ばれた人が、一番人気のない商品を自腹で購入しなければならない。
- 熱々グルメ完食! アツメンコロシアム（2011年9月5日・9月12日）

汗をかきながら熱々グルメを食べるイケメン「アツメン」たちが、制限時間内に熱々料理を完食を目指す。完食できなかった場合は罰ゲームとしてヌルヌル力士 からハグされなければならない。コーナーの最後には食事中のアツメンたちのコメント数が発表される。コーナー2回目で鎌苅健太と井本貴史（ライセンス）が完食達成。
- 福ちゃんの晩ごはん代行! はじめてのマイエプロン→晩ごはん代行! 幸せのほっこりエプロン（2011年9月26日 -）

福田が徳井（第1回のみ武田修宏）と一般家庭を訪れ、奥さんの代わりに冷蔵庫の食材で晩ご飯を調理するコーナー。調理の間、徳井（第1回のみ武田）は家族からの要望を聞く。福田の訪問を希望する一般家庭は、いつも使っているエプロンをよく見える場所に飾ることが条件となっており、ロケ地・ロケ日は事前に番組内や公式サイト内で告知される。2回目以降のロケ地は前回の訪問先の一般家庭の代表により抽選で決められる。
- 芸能人がお忍びで通うお店 びんご寿司→スターがお忍びで通うお店 びんご寿司（2011年11月14日 -）

スターが注文する寿司を徳井とゲストが予想し、正解した者だけが同じネタの寿司を食べることができる。最終的に正解数の少ない人が全員分の食事代を支払わなければならない。
- バスすごろく（2012年1月30日・2月25日・3月19日）

バスの停留所をすごろくのコマに見立て、サイコロを振って出た目の数だけバスに乗車。下車した停留所ごとの指令に従わなければならない（何もないコマもある）。「グルメ」が出た時は停留所近くのグルメを味わうことができる。逆に「罰ゲーム」が出た時には、忍者キック（忍者姿のキックボクサーに尻をタイキックで蹴られる）・ハイカラビンタ（袴姿の金髪外国人女性からのビンタ）・舞妓キス（舞妓姿のおばちゃんからの熱烈キス）といったものが課せられ、ゴールに近い停留所では複数あるいは全部課せられることがある。制限時間までに終点の停留所に到着できればクリアとなり、豪華商品が贈られる。

## 放送日・ゲスト

### 特番
|          | 放送日       | 冒険内容 | ゲスト |
| -------- | ------------ | --- | --- |
| 正月SP   | 2010年1月2日 | お正月からド派手に大冒険しちゃいました! 2時間SP!! 徳井・遠泳で軍艦島に上陸 ぜったいきてね! はじめての招待状（沖縄スペシャル） | 千秋 椿姫彩菜 狩野英孝 宮下純一 島田秀平 misono |
| 生特番SP | 2010年5月3日 | 冒険チュートリアル生特番 キッズ大集合でこりゃ大変だ! SP!! 寿司芸人・福田のはじめてのマグロ解体ショー&握り寿司100貫に挑戦 プロに挑戦 1 vs 100（ワイナイナ vs 小学生100人の10000m走対決） 冒険キッズストリートダンス大会 徳井 炎のリベンジ・小学生とドッジボール対決 | 安田美沙子 ISSA（DA PUMP） YORI（DA PUMP） ダンテ・カーヴァー 五十嵐圭 高橋みゆき 浅越ゴエ（ザ・プラン9） ギャロップ エリック・ワイナイナ 雛形あきこ 月亭八光 タージン 谷川真理 TAKE（WRECKING CREW ORCHESTRA） |
| 正月SP   | 2011年1月2日 | 大流出! 衝撃映像ベスト10! リアル体感ツアー! in タイ 90分SP | ボビー・オロゴン 神戸蘭子 林健（ギャロップ） |

## スタッフ
- ナレーション：藤沢としや、谷藤リョーコ（「ぜったいきてね! はじめての招待状」「徳井王子とはじめてのシンデレラ」、2009年5月11日 -）、かわたそのこ（「福ちゃんの晩ごはん代行! はじめてのマイエプロン」→「晩ごはん代行! 幸せのほっこりエプロン」、2011年9月26日 -）
- 構成：長谷川朝二、武輪真人、友光哲也、田中孝晃、清水優己
- CAM（カメラ）：西村武純・菊池幸雄・中山秀一・島廻忠司・中居龍紀（KTV）、澤井雅弘・西脇靖記・前田剛志（トラッド）、岸賢俊・津田欣典（mabu）
- VE（ビデオエンジニア）：帆足聡一郎・松浦洋輔（KTV）、安田すすむ（mabu）
- 音声：本松健一（タイムリー）
- 編集：岩佐周悟・沖野裕之・伊部勇作（KTV）
- MA：宮島雅俊・野村理恵・筒井亨・長谷川周作（KTV）
- 効果：片岡幸司
- 音楽提供：立石幹人
- タイトルロゴ：こさかわたる（北清水デザイン研究室）
- 美術プロデューサー：森田誠二（KTV）
- 美術進行：西口英希
- 大道具：内海徹哉
- 小道具：秋丸弘美（高津商会）
- 衣裳：東京衣裳
- メイク：ビーム
- タイトル：溜池尚毅、広田真吾、兵藤和也
- CG：T60i
- 編成：東田元（KTV）
- 宣伝：宮内覚（KTV）
- 技術協力：トラッド、mabu、SpEED
- 協力：オフィスりぷる、メディアプルポ、ブリッジ
- AD（アシスタントディレクター）：井上玲（ブリッジ）
- ディレクター：村山尚純・池田和彦・小口馨（KTV）／松本剛樹（BUDDY）、竹本聡志（メディアプルポ）、石原直行（東通企画）、上杉康司（BOY'S）、辻本賀一（ブリッジ）
- 演出：木村弥寿彦（KTV）
- プロデューサー：杉浦史明（KTV）、坂口大輔（よしもとクリエイティブ・エージェンシー）
- 制作協力：吉本興業
- 制作著作：関西テレビ

### 過去のスタッフ
- TD（テクニカルディレクター）：西村武純・横山和明（KTV）
- 音声：筒井亨・永田誠（KTV）、山下隆司・伊藤公雄（トラッド）
- 照明：中島啓（KTV）、古川茂弘
- 編集：大須賀真紀・瀬戸口雅裕・堀田秀治（KTV）
- 電飾：増本正寿
- 宣伝：梅垣陽介（KTV、- 2009年6月29日）、長谷川由紀（KTV、2009年7月6日 -）
- 美術プロデューサー：河 真裕美・池田和彦（KTV）
- 技術協力：CARROT、スタジオ・ビーアンドエム、エキスプレス
- 協力：BOY'S、東通企画
- ディレクター：井岡義博（オフィスりぷる）、高山浩児（メディアプルポ）、福井義典（東通企画）、桝田貴幸（BOY'S）、宮瀬勝（ブリッジ）
- プロデューサー：田井中皓介（よしもとクリエイティブ・エージェンシー、- 2009年9月21日）、松村紘明（よしもとクリエイティブ・エージェンシー、2009年10月5日 - ）、熊崎慶太郎（よしもとクリエイティブ・エージェンシー、2010年 - 2011年）、田村静子（よしもとクリエイティブ・エージェンシー、2011年 - ）
- チーフプロデューサー：石田秀樹（KTV）

## ネット局

### 最終回までのネット局
| 放送対象地域 | 放送局                    | 系列           | 放送日時                     | 遅れ       | 放送開始日     | 備考          |
| ------------ | ------------------------- | -------------- | ---------------------------- | ---------- | -------------- | ------------- |
| 近畿広域圏   | 関西テレビ（KTV）         | フジテレビ系列 | 月曜 19:00 - 19:55           | 制作局     | 2009年4月20日  |               |
| 北海道       | 北海道文化放送（uhb）     | フジテレビ系列 | 木曜 1:20 - 2:20（水曜深夜） | 遅れネット | 2010年4月6日   | [ 32 ] [ 33 ] |
| 岩手県       | 岩手めんこいテレビ（mit） | フジテレビ系列 | 土曜 13:00 - 14:00           | 遅れネット | 2011年10月     |               |
| 山形県       | さくらんぼテレビ（SAY）   | フジテレビ系列 | 土曜 12:00 - 12:58           | 遅れネット | 2009年5月1日   | [ 34 ]        |
| 新潟県       | 新潟総合テレビ（NST）     | フジテレビ系列 | 日曜 14:00 - 14:55           | 遅れネット | 2009年11月12日 | [ 35 ] [ 36 ] |
| 長野県       | 長野放送（NBS)            | フジテレビ系列 | 金曜 15:00 - 15:55           | 遅れネット | 2011年10月     | [ 37 ]        |
| 石川県       | 石川テレビ（ITC）         | フジテレビ系列 | 日曜 12:00 - 12:56           | 遅れネット | 2009年5月4日   | [ 38 ]        |
| 愛媛県       | テレビ愛媛（EBC）         | フジテレビ系列 | 土曜 1:05 - 2:00（金曜深夜） | 遅れネット | 2009年5月1日   | [ 39 ]        |
| 高知県       | 高知さんさんテレビ（KSS） | フジテレビ系列 | 土曜 14:00 - 14:55           | 遅れネット | 2009年5月2日   |               |
| 福岡県       | テレビ西日本（TNC）       | フジテレビ系列 | 水曜 0:50 - 1:45（火曜深夜） | 遅れネット | 2009年4月29日  | [ 40 ]        |
| 佐賀県       | サガテレビ（STS）         | フジテレビ系列 | 土曜 1:05 - 2:00（金曜深夜） | 遅れネット | 2009年5月23日  |               |
| 長崎県       | テレビ長崎（KTN）         | フジテレビ系列 | 土曜 16:00 - 16:55           | 遅れネット | 2009年5月2日   | [ 41 ]        |
| 鹿児島県     | 鹿児島テレビ（KTS）       | フジテレビ系列 | 土曜 16:30 - 17:25           | 遅れネット | 2009年         |               |

### 過去のネット局
| 放送対象地域   | 放送局                | 系列           | 放送日時                                                  | 遅れ       | 放送期間                                      | 備考   |
| -------------- | --------------------- | -------------- | --------------------------------------------------------- | ---------- | --------------------------------------------- | ------ |
| 宮城県         | 仙台放送（OX）        | フジテレビ系列 | 金曜 0:45 - 1:40（木曜深夜）                              | 遅れネット | 2009年5月8日 - 9月25日                        | [ 42 ] |
| 関東広域圏     | フジテレビ（CX）      | フジテレビ系列 | 土曜 12:00 - 13:00（第31回） 土曜 10:40 - 11:40（第34回） | 遅れネット | 2010年2月6日（第31回） 2010年7月3日（第34回） |        |
| 中京広域圏     | 東海テレビ（THK）     | フジテレビ系列 | 土曜 1:30 - 2:30（金曜深夜）                              | 遅れネット | 2009年5月2日 - 12月5日                        |        |
| 福井県         | 福井テレビ（FTB）     | フジテレビ系列 | 土曜 12:55 - 13:50                                        | 遅れネット | 不明                                          |        |
| 岡山県・香川県 | 岡山放送（OHK）       | フジテレビ系列 | 土曜 1:05 - 2:05（金曜深夜）                              | 遅れネット | 2009年5月2日 - 9月26日                        |        |
| 熊本県         | テレビくまもと（TKU） | フジテレビ系列 | 月曜 2:05 - 3:00（火曜深夜）                              | 遅れネット | 2009年5月25日 - 2010年7月5日                  |        |
| 広島県         | テレビ新広島（TSS）   | フジテレビ系列 | 木曜 15:00 - 15:55                                        | 遅れネット | 2009年4月29日 - 2011年3月31日                 |        |
| 鳥取県・島根県 | 山陰中央テレビ（TSK） | フジテレビ系列 | 日曜 1:05 - 2:00（土曜深夜）                              | 遅れネット | 不明                                          |        |
| 富山県         | 富山テレビ（BBT）     | フジテレビ系列 | 土曜 1:40 - 2:35（金曜深夜）                              | 遅れネット | 2010年4月6日 - 2012年3月31日                  | [ 43 ] |

上記の系列局以外に四国放送（日本テレビ系列）、テレビ大分（日本テレビ系列とのクロスネット局）などでも平日午後などに不定期放送されていた。

## DVD
- 冒険チュートリアル やったことない冒険ツアー（2010年9月1日発売、よしもとアール・アンド・シー）

「やったことない動物とのふれあい in 南紀白浜アドベンチャーワールド」 （第13回）、「日本一大きな村〜十津川村〜目指せ!つり橋全制覇!!」（第31回）、「初めての軍艦島 寒中水泳で上陸大作戦!!」（2010年正月SP）を収録。